# Diekirch

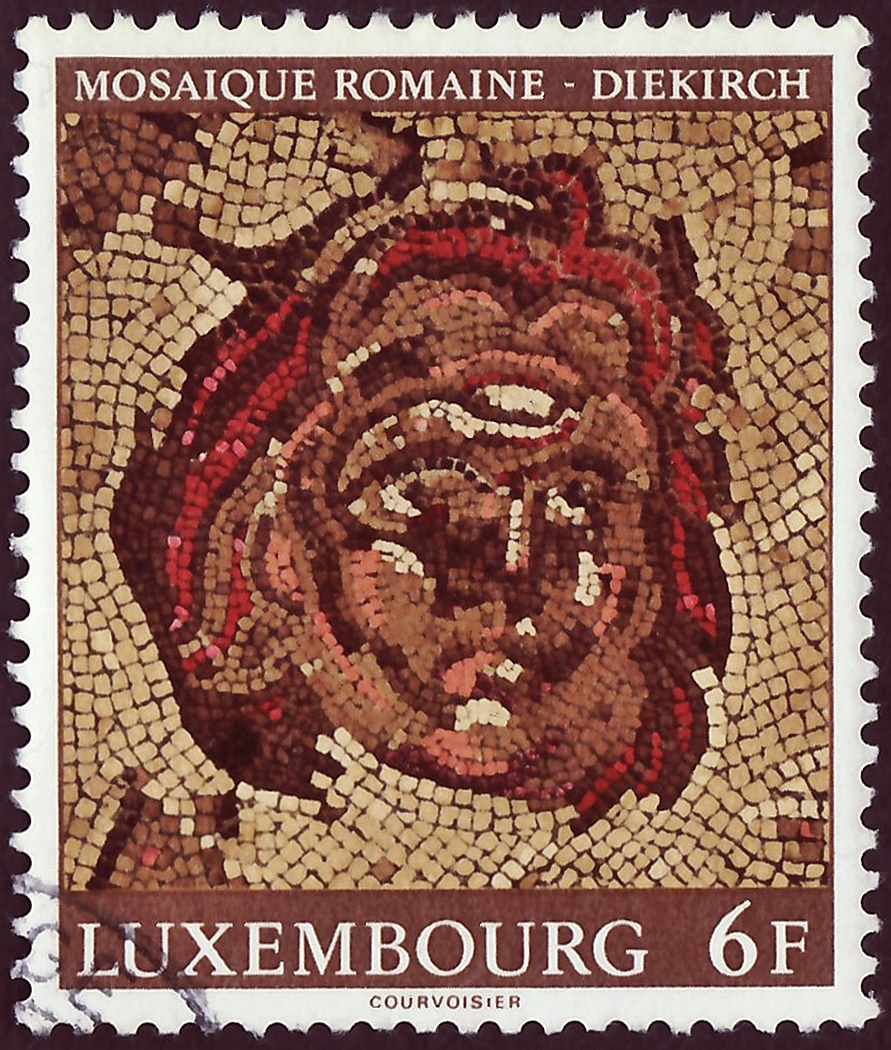
Mozaika z III w. z wyobrażeniem głowy Meduzy (znaczek poczty luksemburskiej, 1977)

Diekirch (lb. Dikrech) − miasto i gmina (gemeng/commune/Gemeinde) w środkowym Luksemburgu, siedziba administracyjna kantonu Diekirch. Do 3 października 2015 siedziba administracyjna dystryktu Diekirch. 
Miasto położone na północnym brzegu rzeki Sûre/Sűre, zamieszkiwane przez 7295 osób (2023). Rozwinął się w nim przemysł metalowy oraz mięsny.

## Historia
Wczesne osadnictwo na tym terenie poświadczają przedhistoryczne stanowiska na okolicznych wzgórzach oraz znalezione tam obiekty datowane od starszej epoki kamienia po epokę brązu i żelaza. Istotnym tego świadectwem jest też megalityczny relikt spod Hardt. W późniejszym czasie na obszarze zamieszkiwanym przez Celtów, przy zaistniałym rzymskim szlaku komunikacyjnym powstała pierwsza osada (vicus). Ważnymi pozostałościami z okresu panowania Rzymian są ślady rozległej i luksusowo wyposażonej willi zajmującej cały późniejszy obszar staromiejski, a opuszczonej dopiero w początku V stulecia. Także znaleziska z pobliskiej rzymskiej willi w pogranicznym Bigelbach, wraz z mozaikami odsłoniętymi w tych miejscach, włącznie z podziemiami kościoła św. Wawrzyńca (St. Laurent).
Wiadomo, iż w XIV wieku miasto zostało silnie ufortyfikowane przez Jana Luksemburskiego, ówczesnego władcę hrabstwa Luksemburga i późniejszego króla Czech, poprzez otoczenie zamkowymi murami oraz fosą zasilaną z pobliskiego stałego strumienia skalnego Bellenflesschen. Fortyfikacje te przetrwały do czasu okupacji Diekirch przez napoleońskich Francuzów, którzy umocnienia zrównali z ziemią w początkach XIX wieku.

## Zabytki i atrakcje turystyczne
Centrum Diekirch okolone jest bulwarem powstałym na miejscu średniowiecznych murów obronnych. We wnętrzu XIX-wiecznego kościoła św. Wawrzyńca (église St. Laurent) znajdują się rzymskie i średniowieczne grobowce odkryte pod posadzką w trakcie powojennej odbudowy i renowacji. Najstarszym miejscowym zabytkiem jest tzw. Deiwelselter (Diabelski Ołtarz), siedmiometrowy relikt megalitu z ok. 2000 p.n.e., który w czasach nowożytnych (1892) zniszczono przebudowaniem na łuk.
Związane z lokalną historią zbiory prezentują dwa główne miejskie muzea:
- Narodowe Muzeum Wojskowości ( Musée national d'histoire militaire) przedstawia historię bitwy o Ardeny oraz m.in. ekspozycję działalności luksemburskiego ruchu oporu (tzw. Veiner Miliz) i dokumentację obozu w rosyjskim Tambowie, gdzie po zakończeniu wojny zesłano luksemburskich jeńców, wcześniej wcielanych przez Niemców do jednostek Waffen-SS i Wehrmachtu.
- Muzeum Mozaiki Rzymskiej (Musée mosaïques romaines) eksponuje dobrze zachowane rzymskie mozaiki podłogowe, odsłonięte podczas miejscowych prac wykopaliskowych[5], zwłaszcza  w latach 60. i 90. XX wieku. Znaczna część historycznych zabytków pochodzi ze zbiorów J. Herra, zamiłowanego miejscowego historyka i kolekcjonera starożytności[6].

Ponadto w mieście znajduje się Muzeum Historycznych Pojazdów oraz Muzeum Historii Piwowarstwa związane z istnieniem ważnego krajowego browaru z własną marką piwa.
Diekirch było pierwszym w Luksemburgu miastem, w którym utworzono w 1977 deptak.

## Podział administracyjny
Do gminy należy pięć miejscowości, w tym jedna określana formalnie/urzędowo jako Uertschaft oraz cztery jako lieu-dit:
1. Bamertal (Bamerdall), lieu-dit
2. Diekirch (Dikrech)
3. Friedhof (Fridhaff), lieu-dit
4. Herrenberg (Härebierg), lieu-dit
5. Kléck, lieu-dit

## Współpraca
Miejscowości partnerskie:
- Arlon, Belgia
- Bitburg, Niemcy
- Hayange, Francja
- Liberty, Stany Zjednoczone
- Monthey, Szwajcaria